# Уљани на Житави
Уљани на Житави (слч. Úľany nad Žitavou, мађ. Zsitvafödémes) насељено је мјесто са административним статусом сеоске општине (слч. obec) у округу Нове Замки, у Њитранском крају, Словачка Република.

## Становништво
| Година:    | 1994. | 2004.   | 2014.   | 2024.   |
| ---------- | ----- | ------- | ------- | ------- |
| Број људи: | 1522  | 1542    | 1518    | 1548    |
| Разлика:   |       | +1,31 % | -1,55 % | +1,97 % |

| Година:    | 2023. | 2024.   |
| ---------- | ----- | ------- |
| Број људи: | 1538  | 1548    |
| Разлика:   |       | +0,65 % |

Према подацима о броју становника из 2011. године насеље је имало 1.547 становника.